# Chiesa di San Bernardino (Sommariva del Bosco)
La chiesa di San Bernardino, tra le prime esistenti a Sommariva del Bosco, deve il proprio nome alla confraternita omonima detta anche "dei Battuti Bianchi" ed è citata sin dal 1487. 

## Storia e descrizione
L'usanza di intitolare edifici sacri alle confraternite venne interrotta durante la rivoluzione francese: proprio in tale periodo la foga dei rivoluzionari distrusse e saccheggiò gli archivi, per tale motivo è impossibile risalire alla data di fondazione della chiesa. L'unica notizia che ci è pervenuta riguarda la data di ricostruzione che risalirebbe al 1818. Si può ipotizzare l'esistenza in un periodo precedente alla confraternita di San Bernardino durante il quale presumibile era dedicata alla compagnia della SS. Vergine assunta in cielo, che è stata conservata come titolare della chiesa. Per quanto riguarda l'aspetto architettonico sappiamo che la facciata venne costituita a ponente, per mettere in risalto la piazza, dove vennero distrutte alcune case di poco rilievo, così la pianta della chiesa venne capovolta e in effetti a osservarlo bene l'attuale retro della chiesa altro non è che la precedente facciata della chiesa. La facciata di eccellenti forme architettoniche è stata restaurata nel 1852 ed arricchita nella parte superiore da un magnifico affresco rappresentante l'Assunta, opera del Borri, come anche nelle finte nicchie ai fianchi, dove erano affrescati il Santo agricoltore di Siviglia appoggiato al simbolo del suo lavoro, e il Santo senese (ora cancellati dal tempo). Verso gli ultimi anni di questo restauro, venne sostituita anche l'antica gradinata ormai logora. Sempre il Borri, affrescò la volta della chiesa il 13 marzo 1859 per il prezzo di 1100 lire dove la confraternita provvedeva alla calce ed ai ponti ed egli ai colori ed ai pennelli. La volta è divisa ad arconi, sovrastanti alle lesene ed ai capitelli, in cinque riquadri, dove nel primo sulla tribuna dell'organo si trova il medaglione della Croce, simbolo di salvezza sostenuto da angioletti che volteggiano in graziosi atteggiamenti; il secondo medaglione rappresenta in uno sfondo azzurro cielo, la gloria di S. Isidoro di Siviglia, patrono della popolazione campagnola sommarivese. Nel terzo medaglione che eleva la volta a cupola, troviamo la gloria di S. Bernardino, avvolto da nubi nella parte inferiore del suo corpo, con degli angioletti che lo sorreggono. Il quarto medaglione doveva rappresentare l'Assunta, ma l'artista sommarivese, collocò invece nel centro il semplice monogramma raggiato di Maria, in cielo serenissimo, testato di stelle, con degli angeli che salutano la Regina. L'ultimo medaglione rappresenta l'incoronazione della Vergine ad opera della Triade divina. Nei peduncoli della volta, che salgono verso i medaglioni, l'autore ha raffigurato gli evangelisti e i dottori. Molto interessanti sono anche i due altari dell'Operti delle cappelle laterali, dedicate, quella a destra a S. Antonio da Padova e quella a sinistra a S. Isidoro agricoltore, fiancheggiate da quattro medaglioni ad affresco di Taricco da Cherasco che rappresentano da sinistra l'orazione di Gesù nell'orto e l'ultima cena, invece da destra la lavanda dei piedi e la flagellazione alla colonna. Questa chiesa di proprietà della confraternita, veniva usata per tutte le feste dell'anno, come quella dell'Assunta con la novena di preparazione, quella di S. Bernardino titolare della Confraternita e quella di S. Isidoro dalla pia unione degli agricoltori. Dopo un'attenta operazione di restauro, oggi è l'Auditorium Vittorio Amedeo Seyssel d'Aix, spazio che ospita concerti ed eventi culturali.